# Мира (звезда)
Вижте пояснителната страница за други значения на Мира.
Мира или Омикрон Кит (ο Ceti / ο Cet) е дълго-периодична пулсираща променлива звезда от съзвездието Кит. Наблюдавана е от Дейвид Фабрициус през 1596 г., който е бил ученик на Тихо Брахе и любител-астроном, и е била отнесена към новите, защото се е появила през 1573 г. и бързо е изчезнала от небето. През 1603 г. е била наблюдавана, измерена и описана в „Uranometria“ на Йохан Байер като звезда от 4-та звездна величина с името Омикрон от Кит (Omicron Ceti). Нейната периодичност е забелязана от Ян Фокенс през 1638 г. и след продължителни наблюдения той отчита, че периодът на нейните промени е около 11 месеца. По-късно този период е изчислен на 333 дни, което е със само 1 ден разлика спрямо сега познатата стойност от 331,96 дни.
Мира е най-ярката от известните дълго-периодични променливи звезди на небето и дава името на цял клас звезди. Тя променя своята яркост нормално между 3-та и 10-а звездна величина, но понякога е звезда от 2 звездна величина. На дистанция 400 светлинни години това отговаря на абсолютна величина от около –2,5 при максимум до +4.7 при минимум, при което в нейния минимум тя има по-слаба яркост от нашето Слънце, но в максимума си е над 700, а понякога и до 1500, пъти по-ярка от Слънцето.
Мира е доминиращата в двойната система. Разстоянието между Мира и нейния компонент е около 70 пъти разстоянието от Земята до Слънцето. Компаньонът вероятно е бяло джудже във взаимодействие с Мира, който е заобиколен от акреционен диск от материал, изсмукан от червения гигант Мира. Яркостта на джуджето също се променя между 9,5 и 12 звездна величина. Използвайки космическия телескоп Хъбъл учените са успели да определят размера на звездата – той се равнява на 700 слънчеви диаметъра.